# Вја дељи Олми (Рим)
Вја дељи Олми је насеље у Италији у округу Рим, региону Лацио.
Према процени из 2011. у насељу је живело 65 становника. Насеље се налази на надморској висини од 363 м.